# Antonio Lindbäck
Antonio Lindbäck, ur. jako Antonio Morais Silvia Santos (ur. 5 maja 1985 w Rio de Janeiro) – szwedzki żużlowiec pochodzenia brazylijskiego.

## Życiorys
W wieku ok. 1,5 roku został pozostawiony na ulicy brazylijskiego São Paulo lub w jego okolicach. Obok niego znajdowała się kartka z napisem „Meu nome e Antonio” (pol. „Mam na imię Antonio”). Znalazła go policja, a następnie, przez 3 lata, przebywał w domu dziecka. Później adoptowało go szwedzkie małżeństwo – Ole i Monica Lindbäckowie.
Lindbäck jest miłośnikiem narciarstwa. Zdobywał nawet pewne sukcesy w tym sporcie, jednak zdecydował się na żużel. Początkowo jego starty w polskiej lidze nie trwały długo, jednak od 2009 roku regularnie w niej występował. W 2005 roku wystąpił w kilku spotkaniach w barwach Atlasa Wrocław jednak jego wyniki nie były imponujące. Przed sezonem 2006 interesowało się nim kilka ekstraligowych klubów, w tym RKM Rybnik, jednak Antonio stwierdził, że w tym roku skupi się jedynie na Grand Prix oraz ligach: szwedzkiej, gdzie występował w Masarnie Avesta, oraz brytyjskiej, gdzie reprezentuje Poole Pirates. Od 2006 roku był firmowym jeźdźcem Jawy. Przed sezonem 2007 podpisał kontrakt z Włókniarzem Częstochowa.
1 października 2007 roku po zatrzymaniu go po raz drugi przez policję za jazdę pod wpływem alkoholu zawodnik postanowił zakończyć karierę sportową. Jednak decyzja Lindbäcka wiosną uległa zmianie. Prezes Włókniarza, Marian Maślanka zgodził się na wypożyczenie „Toninha” do RKM-u Rybnik, gdzie szybko odzyskał formę i stał się jednym z najskuteczniejszych zawodników ligi. W sezonie 2009 jeździł w beniaminku Speedway Ekstraligi – Polonii Bydgoszcz, a jego teamem zarządzał 6-krotny mistrz świata – Tony Rickardsson. W lidze szwedzkiej Antonio reprezentował barwy dwóch klubów – Piraterny Motala oraz Solkkaterny Karlstad.
Sezon 2010 był nieco słabszy w wykonaniu Lindbäcka (reprezentował barwy Polonii Bydgoszcz i Piraterny Motala), głównie przez kontuzję obojczyka odniesioną podczas derbów Pomorza z Unibaksem Toruń. Zdołał on jednak awansować do cyklu Grand Prix na sezon 2011 i wywalczyć brązowy medal DPŚ. Przed sezonem 2011 Lindbäck zasilił RKM Rybnik, gdzie był liderem drużyny. W IMŚ zajął odległą 12. pozycje jednak wywalczył awans na sezon 2012 z Grand Prix Challenge w szwedzkiej Vetlandzie wygrywając zawody.
W roku 2012 zawodnik Startu Gniezno, z którym wywalczył awans do Ekstraligi. Ponadto zaliczył najlepszy sezon w swojej karierze w rozgrywkach Grand Prix, gdzie zajął 7. miejsce, wygrywając dwa turnieje Grand Prix (Terenzano, Toruń) i dwa razy stając na najniższym stopniu podium (Cardiff, Malilla). Zaliczył również epizod w lidze rosyjskiej gdzie reprezentował barwy Turbiny Bałakowo (wystąpił w 3 meczach). W sezonie 2013 reprezentował ponownie barwy Startu Gniezno, Indianerny Kumla i na zasadzie „gościa” Masarny Avesta. W kolejnym sezonie jeździł w I-ligowym Orle Łódź.
W 2013 roku podano do publicznej wiadomości, że Antonio Lindbäck cierpi na odmianę choroby ADHD.
Pod koniec 2020 r. ogłosił zakończenie czynnej kariery żużlowej. Jednak w maju 2021 poinformowano, że będzie startował dla szwedzkiej Masarny Avesta, zaś w październiku 2021 ogłoszono powrót Szweda do polskiej ligi – tym razem do Startu Gniezno, gdzie wraca po 9 latach.

## Starty w Grand Prix (Indywidualnych Mistrzostwach Świata na Żużlu)

### Zwycięstwa w poszczególnych zawodachGrand Prix
| Nr | Dzień          | Rok  | Nazwa                        | Miejscowość | Tor                               | Długość toru |
| -- | -------------- | ---- | ---------------------------- | ----------- | --------------------------------- | ------------ |
| 1. | 11 sierpnia    | 2012 | Grand Prix Włoch             | Terenzano   | Olympia Stadium                   | 400m         |
| 2. | 6 października | 2012 | Grand Prix Polski            | Toruń       | Motoarena                         | 325m         |
| 3. | 9 lipca        | 2016 | Grand Prix Wielkiej Brytanii | Cardiff     | Millennium Stadium (sztuczny tor) | 272m         |

### Miejsca na podium
| Nr  | Dzień          | Rok  | Nazwa                        | Miejscowość | Tor                               | Miejsce | Punkty | Biegi           | Zwycięzca        |
| --- | -------------- | ---- | ---------------------------- | ----------- | --------------------------------- | ------- | ------ | --------------- | ---------------- |
| 1.  | 25 czerwca     | 2005 | Grand Prix Danii             | Kopenhaga   | Parken (sztuczny tor)             | 3.      | 18     | (1,3,2,2,2,3,1) | Tony Rickardsson |
| 2.  | 26 sierpnia    | 2006 | Grand Prix Czech             | Praga       | Stadion Markéta                   | 3.      | 18     | (3,1,1,u,3,3,1) | Hans Andersen    |
| 3.  | 9 września     | 2006 | Grand Prix Łotwy             | Dyneburg    | Latvijas spīdveja centrs          | 2.      | 20     | (3,2,3,3,2,3,2) | Greg Hancock     |
| 4.  | 30 maja        | 2009 | Grand Prix Szwecji           | Göteborg    | Ullevi (sztuczny tor)             | 3.      | 17     | (2,2,3,2,3,3,2) | Emil Sajfutdinow |
| 5.  | 14 maja        | 2011 | Grand Prix Szwecji           | Göteborg    | Ullevi (sztuczny tor)             | 3.      | 9      | (3,3,3,u)       | Chris Holder     |
| 6.  | 30 lipca       | 2011 | Grand Prix Włoch             | Terenzano   | Olympia Stadium                   | 3.      | 17     | (2,3,1,3,3,3,2) | Andreas Jonsson  |
| 7.  | 11 sierpnia    | 2012 | Grand Prix Włoch             | Terenzano   | Olympia Stadium                   | 1.      | 16     | (3,1,0,3,1,2,6) | —                |
| 8.  | 25 sierpnia    | 2012 | Grand Prix Wielkiej Brytanii | Cardiff     | Millennium Stadium (sztuczny tor) | 3.      | 12     | (3,0,2,2,1,2,2) | Chris Holder     |
| 9.  | 8 września     | 2012 | Grand Prix Skandynawii       | Målilla     | G&B Stadium                       | 3.      | 18     | (1,3,3,3,3,3,2) | Tomasz Gollob    |
| 10. | 6 października | 2012 | Grand Prix Polski            | Toruń       | Motoarena                         | 1.      | 19     | (2,3,3,3,0,2,6) | —                |
| 11. | 25 lipca       | 2015 | Grand Prix Szwecji           | Målilla     | G&B Stadium                       | 3.      | 14     | (3,2,0,3,2,3,1) | Nicki Pedersen   |
| 12. | 9 lipca        | 2016 | Grand Prix Wielkiej Brytanii | Cardiff     | Millennium Stadium (sztuczny tor) | 1.      | 18     | (3,3,3,2,1,3,3) | —                |
| 13. | 12 sierpnia    | 2017 | Grand Prix Szwecji           | Målilla     | G&B Stadium                       | 2.      | 19     | (3,3,2,3,3,3,2) | Bartosz Zmarzlik |

### Punkty w poszczególnych zawodachGrand Prix
| Sezon 2004                   |                         |                                 |                                 |                                |                                 |                                 |                                 |                                |                          |                                 |                          |         |         |         |         |         |         |         |         |         |         |        |        |        |        |        |        |        |        |        |        |        |        |        |        |
| GP Szwecji – Sztokholm       | GP Czech – Praga        | GP Europy – Wrocław             | GP Wielkiej Brytanii – Cardiff  | GP Danii – Kopenhaga           | GP Skandynawii – Göteborg       | GP Słowenii – Krško             | GP Polski – Bydgoszcz           | GP Norwegii – Hamar            | miejsce                  | miejsce                         | miejsce                  | miejsce | miejsce | miejsce | miejsce | miejsce | miejsce | miejsce | miejsce | miejsce | miejsce | punkty | punkty | punkty | punkty | punkty | punkty | punkty | punkty | punkty | punkty | punkty | punkty | punkty |        |
| –                            | –                       | –                               | –                               | –                              | 2                               | –                               | –                               | –                              | 35                       | 35                              | 35                       | 35      | 35      | 35      | 35      | 35      | 35      | 35      | 35      | 35      | 35      | 2      | 2      | 2      | 2      | 2      | 2      | 2      | 2      | 2      | 2      | 2      | 2      | 2      |        |
| Sezon 2005                   |                         |                                 |                                 |                                |                                 |                                 |                                 |                                |                          |                                 |                          |         |         |         |         |         |         |         |         |         |         |        |        |        |        |        |        |        |        |        |        |        |        |        |        |
| GP Europy – Wrocław          | GP Szwecji – Eskilstuna | GP Słowenii – Krško             | GP Wielkiej Brytanii – Cardiff  | GP Danii – Kopenhaga           | GP Czech – Praga                | GP Skandynawii – Målilla        | GP Polski – Bydgoszcz           | GP Włoch – Lonigo              | miejsce                  | miejsce                         | miejsce                  | miejsce | miejsce | miejsce | miejsce | miejsce | miejsce | miejsce | miejsce | miejsce | miejsce | punkty | punkty | punkty | punkty | punkty | punkty | punkty | punkty | punkty | punkty | punkty | punkty | punkty |        |
| 16                           | 8                       | 3                               | 8                               | 18                             | 6                               | 7                               | 0                               | 5                              | 10                       | 10                              | 10                       | 10      | 10      | 10      | 10      | 10      | 10      | 10      | 10      | 10      | 10      | 71     | 71     | 71     | 71     | 71     | 71     | 71     | 71     | 71     | 71     | 71     | 71     | 71     |        |
| Sezon 2006                   |                         |                                 |                                 |                                |                                 |                                 |                                 |                                |                          |                                 |                          |         |         |         |         |         |         |         |         |         |         |        |        |        |        |        |        |        |        |        |        |        |        |        |        |
| GP Słowenii – Krško          | GP Europy – Wrocław     | GP Szwecji – Eskilstuna         | GP Wielkiej Brytanii – Cardiff  | GP Danii – Kopenhaga           | GP Włoch – Lonigo               | GP Skandynawii – Målilla        | GP Czech – Praga                | GP Łotwy – Dyneburg            | GP Polski – Bydgoszcz    | miejsce                         | miejsce                  | miejsce | miejsce | miejsce | miejsce | miejsce | miejsce | miejsce | miejsce | miejsce | miejsce | punkty | punkty | punkty | punkty | punkty | punkty | punkty | punkty | punkty | punkty | punkty | punkty |        |        |
| 9                            | 2                       | 6                               | 8                               | 16                             | 4                               | 3                               | 18                              | 20                             | 3                        | 10                              | 10                       | 10      | 10      | 10      | 10      | 10      | 10      | 10      | 10      | 10      | 10      | 89     | 89     | 89     | 89     | 89     | 89     | 89     | 89     | 89     | 89     | 89     | 89     |        |        |
| Sezon 2007                   |                         |                                 |                                 |                                |                                 |                                 |                                 |                                |                          |                                 |                          |         |         |         |         |         |         |         |         |         |         |        |        |        |        |        |        |        |        |        |        |        |        |        |        |
| GP Włoch – Lonigo            | GP Europy – Wrocław     | GP Szwecji – Eskilstuna         | GP Danii – Kopenhaga            | GP Wielkiej Brytanii – Cardiff | GP Czech – Praga                | GP Skandynawii – Målilla        | GP Łotwy – Dyneburg             | GP Polski – Bydgoszcz          | GP Słowenii – Krško      | GP Niemiec – Gelsenkirchen      | miejsce                  | miejsce | miejsce | miejsce | miejsce | miejsce | miejsce | miejsce | miejsce | miejsce | miejsce | punkty | punkty | punkty | punkty | punkty | punkty | punkty | punkty | punkty | punkty | punkty |        |        |        |
| 3                            | 0                       | 3                               | 9                               | 7                              | 0                               | 3                               | 0                               | 5                              | 1                        | –                               | 15                       | 15      | 15      | 15      | 15      | 15      | 15      | 15      | 15      | 15      | 15      | 31     | 31     | 31     | 31     | 31     | 31     | 31     | 31     | 31     | 31     | 31     |        |        |        |
| Sezon 2009                   |                         |                                 |                                 |                                |                                 |                                 |                                 |                                |                          |                                 |                          |         |         |         |         |         |         |         |         |         |         |        |        |        |        |        |        |        |        |        |        |        |        |        |        |
| GP Czech – Praga             | GP Europy – Leszno      | GP Szwecji – Göteborg           | GP Danii – Kopenhaga            | GP Wielkiej Brytanii – Cardiff | GP Łotwy – Dyneburg             | GP Skandynawii – Målilla        | GP Nordyckie – Vojens           | GP Słowenii – Krško            | GP Włoch – Terenzano     | GP Polski – Bydgoszcz           | miejsce                  | miejsce | miejsce | miejsce | miejsce | miejsce | miejsce | miejsce | miejsce | miejsce | miejsce | punkty | punkty | punkty | punkty | punkty | punkty | punkty | punkty | punkty | punkty | punkty |        |        |        |
| –                            | –                       | 17                              | –                               | –                              | –                               | 10                              | –                               | –                              | –                        | –                               | 16                       | 16      | 16      | 16      | 16      | 16      | 16      | 16      | 16      | 16      | 16      | 27     | 27     | 27     | 27     | 27     | 27     | 27     | 27     | 27     | 27     | 27     |        |        |        |
| Sezon 2010                   |                         |                                 |                                 |                                |                                 |                                 |                                 |                                |                          |                                 |                          |         |         |         |         |         |         |         |         |         |         |        |        |        |        |        |        |        |        |        |        |        |        |        |        |
| GP Europy – Leszno           | GP Szwecji – Göteborg   | GP Czech – Praga                | GP Danii – Kopenhaga            | GP Polski – Toruń              | GP Wielkiej Brytanii – Cardiff  | GP Skandynawii – Målilla        | GP Chorwacji – Gorican          | GP Nordyckie – Vojens          | GP Włoch – Terenzano     | GP Polski – Bydgoszcz           | miejsce                  | miejsce | miejsce | miejsce | miejsce | miejsce | miejsce | miejsce | miejsce | miejsce | miejsce | punkty | punkty | punkty | punkty | punkty | punkty | punkty | punkty | punkty | punkty | punkty |        |        |        |
| –                            | 6                       | –                               | –                               | –                              | –                               | –                               | –                               | –                              | –                        | –                               | 20                       | 20      | 20      | 20      | 20      | 20      | 20      | 20      | 20      | 20      | 20      | 6      | 6      | 6      | 6      | 6      | 6      | 6      | 6      | 6      | 6      | 6      |        |        |        |
| Sezon 2011                   |                         |                                 |                                 |                                |                                 |                                 |                                 |                                |                          |                                 |                          |         |         |         |         |         |         |         |         |         |         |        |        |        |        |        |        |        |        |        |        |        |        |        |        |
| GP Europy – Leszno           | GP Szwecji – Göteborg   | GP Czech – Praga                | GP Danii – Kopenhaga            | GP Wielkiej Brytanii – Cardiff | GP Włoch – Terenzano            | GP Skandynawii – Målilla        | GP Polski – Toruń               | GP Nordyckie – Vojens          | GP Chorwacji – Gorican   | GP Polski – Gorzów Wielkopolski | miejsce                  | miejsce | miejsce | miejsce | miejsce | miejsce | miejsce | miejsce | miejsce | miejsce | miejsce | punkty | punkty | punkty | punkty | punkty | punkty | punkty | punkty | punkty | punkty | punkty |        |        |        |
| 1                            | 9                       | 6                               | 5                               | 3                              | 17                              | 7                               | 12                              | 6                              | 3                        | 3                               | 12                       | 12      | 12      | 12      | 12      | 12      | 12      | 12      | 12      | 12      | 12      | 72     | 72     | 72     | 72     | 72     | 72     | 72     | 72     | 72     | 72     | 72     |        |        |        |
| Sezon 2012                   |                         |                                 |                                 |                                |                                 |                                 |                                 |                                |                          |                                 |                          |         |         |         |         |         |         |         |         |         |         |        |        |        |        |        |        |        |        |        |        |        |        |        |        |
| GP Nowej Zelandii – Auckland | GP Europy – Leszno      | GP Czech – Praga                | GP Szwecji – Göteborg           | GP Danii – Kopenhaga           | GP Polski – Gorzów Wielkopolski | GP Chorwacji – Gorican          | GP Włoch – Terenzano            | GP Wielkiej Brytanii – Cardiff | GP Skandynawii – Målilla | GP Nordyckie – Vojens           | GP Polski – Toruń        | miejsce | miejsce | miejsce | miejsce | miejsce | miejsce | miejsce | miejsce | miejsce | miejsce | punkty | punkty | punkty | punkty | punkty | punkty | punkty | punkty | punkty | punkty |        |        |        |        |
| 13                           | 4                       | 9                               | 5                               | 3                              | 6                               | 6                               | 16                              | 12                             | 18                       | 11                              | 19                       | 7       | 7       | 7       | 7       | 7       | 7       | 7       | 7       | 7       | 7       | 122    | 122    | 122    | 122    | 122    | 122    | 122    | 122    | 122    | 122    |        |        |        |        |
| Sezon 2013                   |                         |                                 |                                 |                                |                                 |                                 |                                 |                                |                          |                                 |                          |         |         |         |         |         |         |         |         |         |         |        |        |        |        |        |        |        |        |        |        |        |        |        |        |
| GP Nowej Zelandii – Auckland | GP Europy – Bydgoszcz   | GP Szwecji – Göteborg           | GP Czech – Praga                | GP Wielkiej Brytanii – Cardiff | GP Polski – Gorzów Wielkopolski | GP Danii – Kopenhaga            | GP Włoch – Terenzano            | GP Łotwy – Dyneburg            | GP Słowenii – Krško      | GP Skandynawii – Solna          | GP Polski – Toruń        | miejsce | miejsce | miejsce | miejsce | miejsce | miejsce | miejsce | miejsce | miejsce | miejsce | punkty | punkty | punkty | punkty | punkty | punkty | punkty | punkty | punkty | punkty |        |        |        |        |
| 6                            | 3                       | 8                               | 5                               | 1                              | 3                               | 2                               | 6                               | 1                              | 7                        | 3                               | 6                        | 15      | 15      | 15      | 15      | 15      | 15      | 15      | 15      | 15      | 15      | 51     | 51     | 51     | 51     | 51     | 51     | 51     | 51     | 51     | 51     |        |        |        |        |
| Sezon 2015                   |                         |                                 |                                 |                                |                                 |                                 |                                 |                                |                          |                                 |                          |         |         |         |         |         |         |         |         |         |         |        |        |        |        |        |        |        |        |        |        |        |        |        |        |
| GP Polski – Warszawa         | GP Finlandii – Tampere  | GP Czech – Praga                | GP Wielkiej Brytanii – Cardiff  | GP Łotwy – Dyneburg            | GP Szwecji – Målilla            | GP Danii – Horsens              | GP Polski – Gorzów Wielkopolski | GP Słowenii – Krško            | GP Sztokholmu – Solna    | GP Polski – Toruń               | GP Australii – Melbourne | miejsce | miejsce | miejsce | miejsce | miejsce | miejsce | miejsce | miejsce | miejsce | miejsce | punkty | punkty | punkty | punkty | punkty | punkty | punkty | punkty | punkty | punkty |        |        |        |        |
| –                            | –                       | –                               | –                               | –                              | 14                              | –                               | –                               | –                              | 6                        | –                               | –                        | 17      | 17      | 17      | 17      | 17      | 17      | 17      | 17      | 17      | 17      | 20     | 20     | 20     | 20     | 20     | 20     | 20     | 20     | 20     | 20     |        |        |        |        |
| Sezon 2016                   |                         |                                 |                                 |                                |                                 |                                 |                                 |                                |                          |                                 |                          |         |         |         |         |         |         |         |         |         |         |        |        |        |        |        |        |        |        |        |        |        |        |        |        |
| GP Słowenii – Krško          | GP Polski – Warszawa    | GP Danii – Horsens              | GP Czech – Praga                | GP Wielkiej Brytanii – Cardiff | GP Szwecji – Målilla            | GP Polski – Gorzów Wielkopolski | GP Niemiec – Teterow            | GP Sztokholmu – Solna          | GP Polski – Toruń        | GP Australii – Melbourne        | miejsce                  | miejsce | miejsce | miejsce | miejsce | miejsce | miejsce | miejsce | miejsce | miejsce | miejsce | punkty | punkty | punkty | punkty | punkty | punkty | punkty | punkty | punkty | punkty | punkty |        |        |        |
| 10                           | 10                      | 10                              | 5                               | 18                             | 7                               | 4                               | 6                               | 4                              | 5                        | 14                              | 7                        | 7       | 7       | 7       | 7       | 7       | 7       | 7       | 7       | 7       | 7       | 93     | 93     | 93     | 93     | 93     | 93     | 93     | 93     | 93     | 93     | 93     |        |        |        |
| Sezon 2017                   |                         |                                 |                                 |                                |                                 |                                 |                                 |                                |                          |                                 |                          |         |         |         |         |         |         |         |         |         |         |        |        |        |        |        |        |        |        |        |        |        |        |        |        |
| GP Słowenii – Krško          | GP Polski – Warszawa    | GP Łotwy – Dyneburg             | GP Czech – Praga                | GP Danii – Horsens             | GP Wielkiej Brytanii – Cardiff  | GP Szwecji – Målilla            | GP Polski – Gorzów Wielkopolski | GP Niemiec – Teterow           | GP Sztokholmu – Solna    | GP Polski – Toruń               | GP Australii – Melbourne | miejsce | miejsce | miejsce | miejsce | miejsce | miejsce | miejsce | miejsce | miejsce | miejsce | punkty | punkty | punkty | punkty | punkty | punkty | punkty | punkty | punkty | punkty |        |        |        |        |
| 2                            | 6                       | 4                               | 9                               | 8                              | 7                               | 19                              | 5                               | 4                              | 8                        | 1                               | 4                        | 12      | 12      | 12      | 12      | 12      | 12      | 12      | 12      | 12      | 12      | 77     | 77     | 77     | 77     | 77     | 77     | 77     | 77     | 77     | 77     |        |        |        |        |
| Sezon 2019                   |                         |                                 |                                 |                                |                                 |                                 |                                 |                                |                          |                                 |                          |         |         |         |         |         |         |         |         |         |         |        |        |        |        |        |        |        |        |        |        |        |        |        |        |
| GP Polski – Warszawa         | GP Słowenii – Krško     | GP Czech – Praga                | GP Szwecji – Hallstavik         | GP Polski – Wrocław            | GP Skandynawii – Målilla        | GP Niemiec – Teterow            | GP Danii – Vojens               | GP Wielkiej Brytanii – Cardiff | GP Polski – Toruń        | miejsce                         | miejsce                  | miejsce | miejsce | miejsce | miejsce | miejsce | miejsce | miejsce | miejsce | miejsce | miejsce | punkty | punkty | punkty | punkty | punkty | punkty | punkty | punkty | punkty | punkty | punkty | punkty |        |        |
| 10                           | 3                       | 4                               | 6                               | 7                              | –                               | 8                               | 9                               | 9                              | 7                        | 12                              | 12                       | 12      | 12      | 12      | 12      | 12      | 12      | 12      | 12      | 12      | 12      | 63     | 63     | 63     | 63     | 63     | 63     | 63     | 63     | 63     | 63     | 63     | 63     |        |        |
| Sezon 2020                   |                         |                                 |                                 |                                |                                 |                                 |                                 |                                |                          |                                 |                          |         |         |         |         |         |         |         |         |         |         |        |        |        |        |        |        |        |        |        |        |        |        |        |        |
| GP Polski – Wrocław          | GP Polski – Wrocław     | GP Polski – Gorzów Wielkopolski | GP Polski – Gorzów Wielkopolski | GP Czech – Praga               | GP Czech – Praga                | GP Polski – Toruń               | GP Polski – Toruń               | miejsce                        | miejsce                  | miejsce                         | miejsce                  | miejsce | miejsce | miejsce | miejsce | miejsce | miejsce | miejsce | miejsce | miejsce | miejsce | punkty | punkty | punkty | punkty | punkty | punkty | punkty | punkty | punkty | punkty | punkty | punkty | punkty | punkty |
| 1                            | 1                       | 1                               | 3                               | 2                              | 4                               | 2                               | 8                               | 15                             | 15                       | 15                              | 15                       | 15      | 15      | 15      | 15      | 15      | 15      | 15      | 15      | 15      | 15      | 22     | 22     | 22     | 22     | 22     | 22     | 22     | 22     | 22     | 22     | 22     | 22     | 22     | 22     |

| Statystyki        | Statystyki |
| ----------------- | ---------- |
| Starty            | 110        |
| Zwycięstwa        | 3          |
| Miejsca na podium | 13         |
| Finalista         | 16         |
| Punkty            | 746        |

## Osiągnięcia

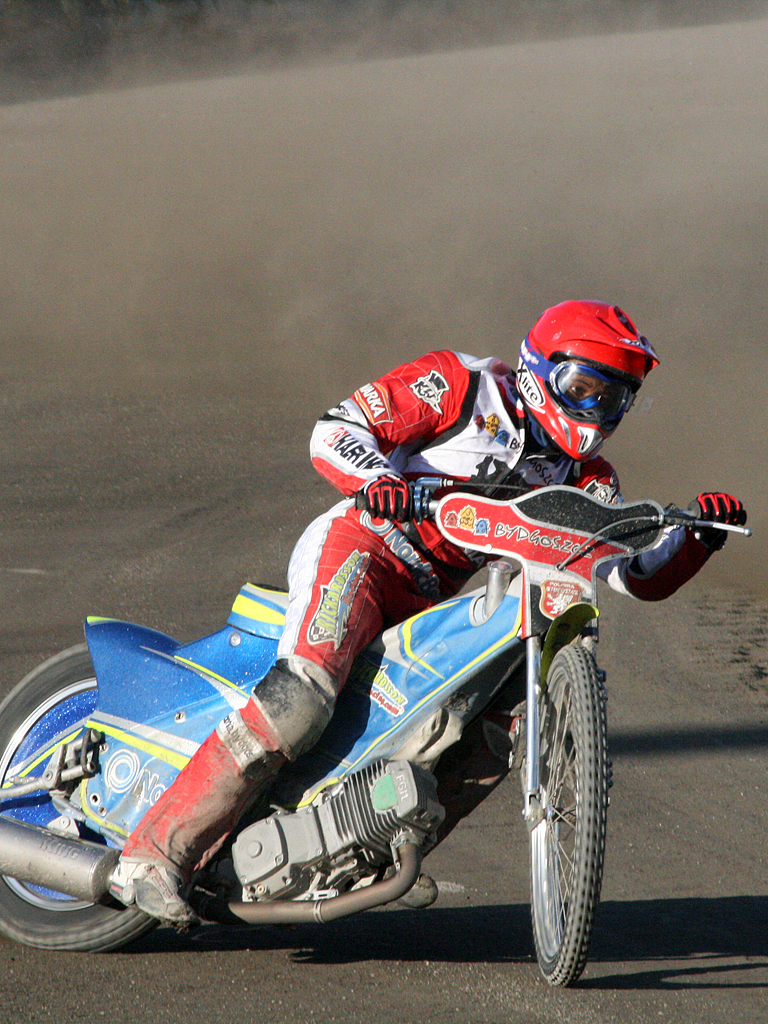
Lindbäck podczas derbowego pojedynku Polonia Bydgoszcz – Unibax Toruń

- Indywidualne mistrzostwa świata juniorów
  - 2006 – 2. miejsce

- Drużynowy Puchar Świata
  - 2004 – 1. miejsce
  - 2005 – 2. miejsce
  - 2006 – 2. miejsce
  - 2009 – 3. miejsce
  - 2010 – 3. miejsce
  - 2011 – 3. miejsce

- Drużynowe mistrzostwa świata juniorów
  - 2005 – 2. miejsce

- Indywidualne mistrzostwa Europy juniorów
  - 2003 – 3. miejsce
  - 2004 – 1. miejsce

- Indywidualne mistrzostwa Szwecji
  - 2004 – 2. miejsce
  - 2006 – 2. miejsce
  - 2011 – 3. miejsce

- Młodzieżowe indywidualne mistrzostwa Szwecji
  - 2004 – 2. miejsce
  - 2005 – 2. miejsce
  - 2006 – 1. miejsce